# Liste der Monuments historiques in Vandeuil
Die Liste der Monuments historiques in Vandeuil führt die Monuments historiques in der französischen Gemeinde Vandeuil auf.

## Liste der Objekte
| Bezeichnung | Beschreibung          | Standort                                           | Kennzeichnung | Schutzstatus | Datum | Bild |
| ----------- | --------------------- | -------------------------------------------------- | ------------- | ------------ | ----- | ---- |
| Glocke      | Bronze, 1775 gegossen | in der Kirche St-Thimotée-et-St-Appolinaire (Lage) | PM51001123    | Classé       | 1908  |      |